# تکزاکو
تکزاکو (به انگلیسی: Texaco) یا شرکت نفت تگزاس برند نفت آمریکایی است، که مالک آن شرکت آمریکایی شورون است.
این برند همچنین دارای روغن موتور با نام تجاری "هاوولاین" می‌باشد. تکزاکو یک شرکت مستقل در صنایع نفت و گاز بود، تا اینکه در سال ۲۰۰۱ پالایشگاهها و کلیه بخش عملیات پالایش آن، با کمپانی شورون ادغام شد. در همان سال، بسیاری از جایگاه‌های پمپ بنزین تکزاکو نیز، به شل یواس‌ای، شعبه رویال داچ شل، در ایالات متحده، واگذار گردید.
این کمپانی در سال ۱۹۰۱ تحت نام شرکت نفت تگزاس، فعالیت خود را آغاز کرد. این شرکت، در بیومونت تگزاس، توسط جوزف اس. کولینان، توماس جی. دونگوئه، والتر بنونا شارپ و آرنولد شلات تأسیس شد.
پس از کشف نفت، در اسپیندل‌تاپ، تکزاکو برای سال‌ها، تنها شرکت فروشنده بنزین و گازوئیل؛ تحت همان نام تجاری، در تمام ۵۰ ایالت، آمریکا و همچنین کانادا بود.
ساختمان مرکزی شرکت تکزاکو، تا پیش از ادغام با شورون در هریسون، نیویورک قرار داشت.
درحال حاضر تکزاکو تولید بنزین خود را، با مشارکت تکرون (به انگلیسی: Techron) به فروش می‌رساند. شرکت تکرون، توسط شورون توسعه یافت و در سال ۲۰۰۵ به تکزاکو پیوست شد.
نام تجاری تکزاکو در آمریکای شمالی، آمریکای لاتین و غرب آفریقا شناخته شده‌است.
این کمپانی در اروپا نیز حضوری پر رنگ دارد، به عنوان مثال؛ در کشور انگلستان، در حدود ۱۱۰۰ جایگاه پمپ بنزین، با نام تجاری تکزاکو وجود دارد...